# کریم بنکوار
کریم بنکوار (انگلیسی: Karim Benkouar؛ زادهٔ ۲۵ نوامبر ۱۹۷۹) بازیکن فوتبال اهل مراکش بود.
از باشگاه‌هایی که در آن بازی کرده‌است می‌توان به باشگاه فوتبال پانیونیوس و باشگاه فوتبال نیم المپیک اشاره کرد.
وی همچنین در تیم ملی فوتبال مراکش بازی کرده‌است.